# Luis Sepúlveda
Luis Humberto Sepúlveda Calfucura (Ovalle, Chile; 4 de octubre de 1949 - Oviedo, Asturias, España; 16 de abril de 2020) fue un escritor, periodista y cineasta chileno, autor de cuentos y novelas. Residió en Gijón (España) las últimas décadas de su vida.

## Primeros años
Nació en el Hotel Chile de Ovalle, durante «la fuga de amor bajo mandato de captura», porque, como explicaba su madre, «era menor de edad y habían escapado porque el padre de ella, que había  al novio por rapto, se oponía tenazmente al romance». Su padre, Luis Sepúlveda, militante del Partido Comunista (PC), era dueño de un restaurante y su madre, Irma Calfucura, enfermera de origen mapuche. 
Creció en el barrio San Miguel de Santiago y estudió en el Instituto Nacional, donde comenzó a escribir inspirado por una profesora de Historia.

## Estudios y militancia política
Manifestaba haber nacido «rojo, profundamente rojo». A los quince años ingresó en la Jota, las Juventudes Comunistas de Chile, pero fue expulsado en 1968 y después militó en una fracción del Partido Socialista llamada Ejército de Liberación Nacional. Hizo los estudios primarios en la escuela Francisco Andrés Olea (Santiago) y los secundarios en el Instituto Nacional. Después ingresó en la Escuela de Teatro de la Universidad de Chile de la que se tituló como director. 
Años más tarde hizo una licenciatura en Ciencias de la Comunicación en la Universidad de Heidelberg, Alemania.

## Actividad profesional y exilio
A los diecisiete años publicó su primer libro, un poemario, y un periodista que frecuentaba el restaurante paterno le consiguió trabajo como redactor policial en el diario Clarín. A los veinte años ya tenía bastantes relatos, que «un buen amigo» ordenó, dando nacimiento a su primera recopilación de cuentos: Crónicas de Pedro Nadie.
Reconoció la gran influencia que tuvo Francisco Coloane en sus primeros cuentos. Después de leer a este escritor, Sepúlveda llegó a emplearse como pinche de cocina en un barco ballenero.
Consideraba que sus años más felices fueron los de la Unidad Popular (UP). En 1971 se casó con la poetisa chilena Carmen Yáñez Hidalgo, a quien había conocido cuatro años antes; en 1973 nació su hijo Carlos Lenin, pero el matrimonio se deshizo pronto. Se reencontraron veinte años después en Alemania y volvieron a formar pareja.
Después del golpe militar encabezado por Augusto Pinochet, Sepúlveda estuvo detenido en el Regimiento Tucapel de Temuco y encarcelado casi tres años por la dictadura de Pinochet que le conmutó 28 años de prisión por ocho de exilio. 
En 1977 abandonó Chile, estuvo en Buenos Aires, luego pasó a Montevideo y después a Brasil. Más tarde cruzó a Paraguay, Bolivia, Perú y Ecuador, donde trabajó un tiempo y conoció a los indios shuar. En ese país ingresó en la Brigada Internacional Simón Bolívar, con la que partió a Nicaragua a principios de 1979 para participar en la Revolución Sandinista.
Poco después del triunfo de la revolución, se fue a Alemania y se instaló en Hamburgo, ciudad en la que trabajó como corresponsal de prensa y escribió relatos, teatro y alguna novela. Allí vivió catorce años, se casó con Margarita Seven, con quien tuvo tres hijos, se incorporó al movimiento ecologista, y, como corresponsal de Greenpeace, atravesó los mares del mundo entre 1983 y 1988.
Para Luis Sepúlveda la única obligación del escritor era «contar bien una buena historia y no cambiar la realidad, porque los libros no cambian el mundo. Lo hacen los ciudadanos». Así lo repetía el narrador, guionista y cineasta chileno.
Había narrado Sepúlveda su azarosa vida a través de su alter ego, Juan Belmonte, exguerrillero y escolta de Allende creado en 1994 para la novela Nombre de torero. Recurrió a él para «hacer memoria» y combatir «a quienes defienden la amnesia como razón de Estado, como se quiso hacer en Chile».
Belmonte fue el protagonista de uno de sus últimas novelas El fin de la historia, una intriga policíaca que atraviesa el siglo XX, de la Rusia de Trotski al Chile de Pinochet, e indaga en las terribles consecuencias de la tortura recorriendo las alcantarillas del poder, la política y la diplomacia o a 1000 años de cárcel por crímenes durante la dictadura. Tras la negativa del gobierno chileno a esta petición, los cosacos amenazaron con "lesionar" las relaciones entre Rusia y Chile.
Sepúlveda, que se negaba a olvidar, regresó con él a la realidad chilena que marcó su vida y su generación narrando el rescate de Verónica, víctima de las torturas pinochetistas, «desconectada de la realidad, e incapaz de superar los traumas de la tortura y la violación».
Dedicó aquella novela a su compañera de entonces Carmen Yáñez, poetisa a quien convirtió en Sonia, la prisionera 824, «y a quienes pasaron por el infierno de Villa Grimaldi, uno de los más terribles campos de exterminio y tortura de la "dictadura" de Pinochet».
Como escritor, saltó a la fama internacional después de publicar, en 1989, su novela inspirada por su experiencia de convivencia con los shuar Un viejo que leía novelas de amor, que se convirtió en un superventas con numerosas ediciones. Vendió más de 18 millones de copias de este canto de amor a la literatura, la lectura y la conservación de la naturaleza. Traducido a una veintena de idiomas, fue texto de lectura en institutos y universidades.
Desde entonces, el éxito acompañó sus libros —novelas, cuentos, viajes, artículos—, que han sido traducidos a muchos idiomas y han recibido numerosos premios, como el Premio de La Felguera a relato breve en 1990.
Residió desde 1997 en Gijón, (Asturias), España, donde fue fundador y director del Salón del Libro Iberoamericano de Gijón, que se celebra todos los años durante la segunda semana de mayo.

## Sepúlveda y el cine

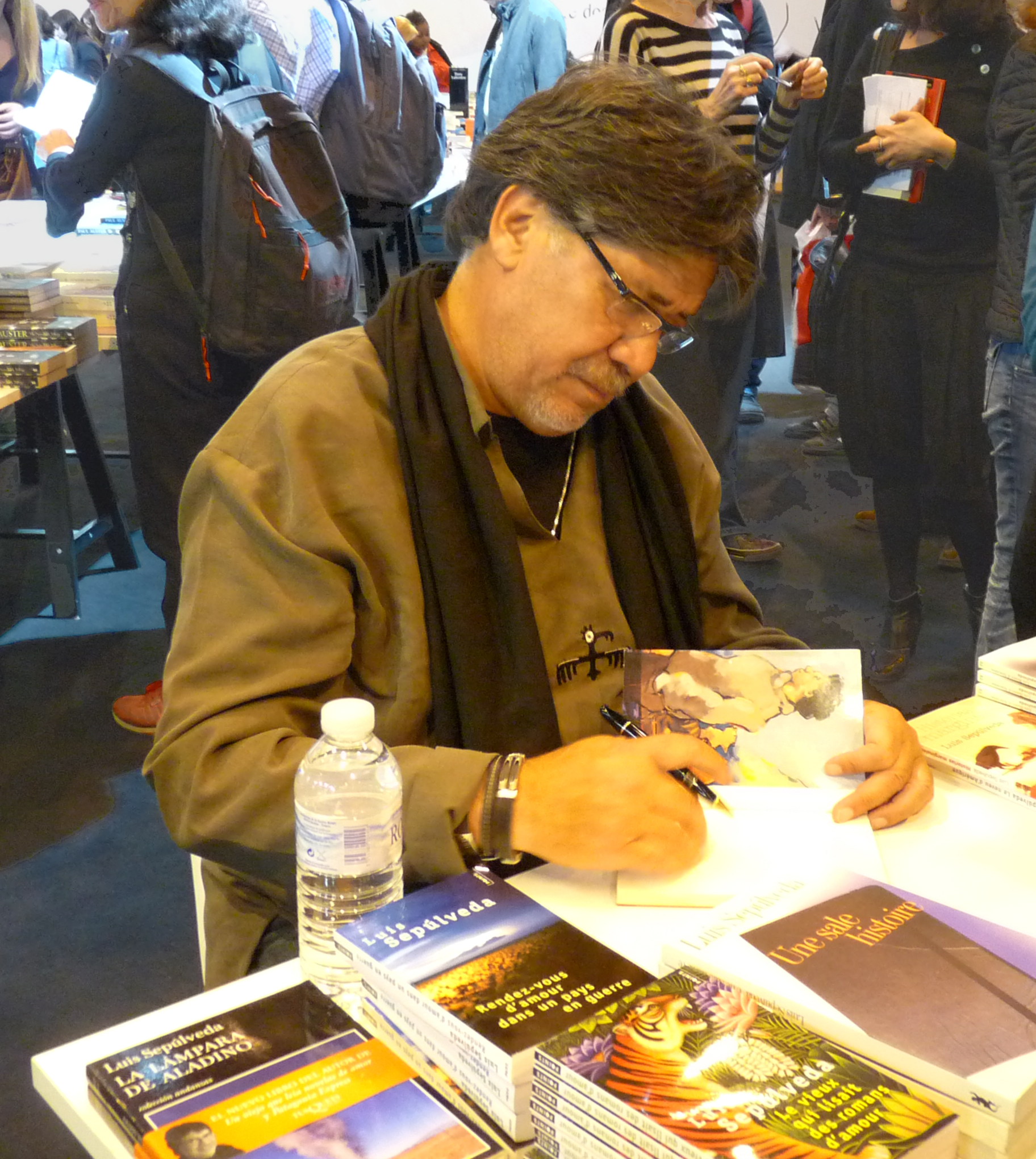
Sepúlveda en el Salón del Libro de París, 2010.

El italiano Enzo D'Alò filmó Historia de una gaviota y del gato que le enseñó a volar, película de animación basada en la obra homónima y estrenada en 1998. Sepúlveda mismo dobla al personaje del Poeta en italiano y en español. En 2000 apareció en la película italiana Bibo per sempre. En 2001 el director australiano Rolf de Herr dirigió la adaptación cinematográfica de su novela Un viejo que leía novelas de amor.
Su relato Café ha sido objeto de adaptaciones para cortometrajes en Grecia, Italia y Francia, y Cuando no tengas un lugar donde llorar fue llevada a la pantalla grande por la Escuela de Cine de Londres en 2010.
Sepúlveda escribió el guion y dirigió el largometraje Nowhere, premio del público en el Festival de Marsella 2002, y del cortometraje Corazón verde, galardonado como el mejor documental en el Festival de Venecia 2003. Es autor junto a Tonino Guerra y Miguel Littín del guion de Tierra del Fuego, película dirigida por Littín.
En 2011 Sylvie Deluele filmó para el canal de televisión francoalemán Arte una película de aproximadamente una hora sobre su vida y obra titulada Luis Sepúlveda, el escritor del fin del mundo.

## Fallecimiento
El 16 de febrero de 2020, fue el primer paciente de COVID-19 en Asturias, tras regresar de una visita al festival literario Correntes d'Escritas, en Póvoa de Varzim, Portugal, y el segundo chileno contagiado con esta enfermedad, y lo ingresaron en el Hospital Universitario Central de Asturias (HUCA), en cuya unidad de cuidados intensivos (UCI) permaneció 48 días en coma y con respiración asistida hasta su fallecimiento, el 16 de abril de 2020.
Carmen Yáñez, esposa del escritor, estuvo también aquejada de COVID-19 y permaneció ingresada en el mismo centro hospitalario hasta el 18 de marzo, con síntomas asociados al coronavirus que no revistieron gravedad.

## Obras
- Crónica de Pedro Nadie  (1969)
- Los miedos, las vidas, las muertes y otras alucinaciones
- Cuaderno de viaje (1986)
- Boykott
- Un viejo que leía novelas de amor (1988)
- Desencuentro al otro lado del tiempo (Premio Relato Corto La Felguera, 1990)
- Patagonia Express (1995)
- Komplot: Primera parte de una antología irresponsable (Editorial Joaquín Mortiz, México D.F., 1995)
- Nombre de torero (novela, Tusquets, Barcelona, 1994)
- Mundo del fin del mundo (Tusquets, Barcelona, 1996)
- Historia de una gaviota y del gato que le enseñó a volar (Tusquets, Barcelona, 1996)
- Desencuentros (Tusquets, Barcelona, 1997)
- El juego de la intriga, (con Martín Casariego, Javier García Sánchez y Paco Ignacio Taibo II, Espasa, 1997)
- Diario de un killer sentimental & Yacaré (Tusquets, Barcelona, 1998)
- Historias marginales (Seix Barral, Barcelona, 2000)
- Hot Line (Ediciones B, Barcelona, 2002)
- La locura de Pinochet  (20 artículos, Aún Creemos en los Sueños, Santiago de Chile, 2002)
- Salud, profesor Gálvez! y otras historias (Ediciones de la Banda Oriental, Montevideo, 2004)
- Los peores cuentos de los Hermanos Grimm (novela en coautoría con el escritor uruguayo Mario Delgado Aparaín, Roca Editorial, Barcelona, 2004 y Seix Barral, Buenos Aires, 2004)
- Narrar es resistir, conversaciones con Bruno Arpaia
- Moleskine, apuntes y reflexiones (artículos, Ediciones B, Barcelona, 2004)
- El poder de los sueños (artículos, Aún Creemos en los Sueños, Santiago de Chile, 2004)
- Los calzoncillos de Carolina Huechuraba (17 crónicas, Aún Creemos en los Sueños, Santiago de Chile, 2006)
- Vida, pasión y muerte del Gordo y el Flaco (guion radiofónico, 2007)
- La lámpara de Aladino (Tusquets, Barcelona, 2008)
- El blog de Luis Sepúlveda (artículos,  Editorial Aún Creemos en los Sueños, Chile, 2008)
- La sombra de lo que fuimos (Espasa, 2009)
- Asalto a mano santa y otras crónicas (artículos,  Editorial Aún Creemos en los Sueños, Chile, 2009)
- Historias de aquí y de allá (Belacqva, 2010)
- Últimas noticias del Sur (libro de viajes; con fotos de Daniel Mordzinski, Espasa, Barcelona, 2011; La Banda Oriental, Montevideo, 2011; Ediciones de La Flor, Buenos Aires, 2011)
- Crónicas pertinentes e impertinentes (artículos,  Editorial Aún Creemos en los Sueños, Chile, 2011)
- Historia de Max, de Mix y de Mex (relato con ilustraciones de Noemí Villamuza; Espasa, Barcelona, 2012)
- Historias Marginales II
- Una Idea de la Felicidad (junto a Carlo Petrini, Guanda, Italia 2014)
- Una Historia que debo contar (artículos,  Editorial Aún Creemos en los Sueños, Chile, 2014)
- Tutti i Racconti. ( Cuantos completos compilados por Bruno Arpaia, Guanda, Italia 2014)
- El Uzbeko Mudo
- Historia de un Perro llamado Leal (Tusquets Editores, 2016)
- El Fin de la Historia (Tusquets, 2017)
- Historia de un caracol que descubrió la importancia de la lentitud (Tusquets Editores, 2018)
- Un hombre decente y otros textos (artículos,  Editorial Aún Creemos en los Sueños, Chile, 2018)
- Historia de una ballena blanca (Tusquets Editores, 2019)
- Últimos textos de Luis Sepúlveda en Le Monde Diplomatique (artículos,  Editorial Aún Creemos en los Sueños, Chile, 2019)

## Premios y distinciones
- 1976, Premio Gabriela Mistral de Poesía.
- 1985, Premio Ciudad Alcalá de Narrativa por Cuaderno de viaje.
- 1988, Premio Tigre Juan, por Un viejo que leía novelas de amor.
- 1992, Premio France Culture Etrangêre, por Un viejo que leía novelas de amor.
- 1992, Premio Relais H d'Roman de Evasion, por Un viejo que leía novelas de amor.
- 1994, Premio Internacional Ennio Flaiano.
- 1996, Premio Internacional Grinzane Cavour.
- 1996, Premio Internacional Ovidio.
- 1997, Premio Terra.
- 2001, Premio de la Crítica, Chile.
- 2009, Premio Primavera de Novela
- 2013, Premio Nordsud Pescarabruzzo.
- 2013, Premio Pegaso de Oro. Florencia, Italia.
- 2014, Premio Taormina for Literary Excellence.
- 2014, Premio Vigevano a la carrera literaria.
- 2014, Premio Chiara a la Carrera Literaria. Italia.
- 2016, Premio Eduardo Lourenzo.
- 2020, Hijo Adoptivo de Gijón, a título póstumo.[14]
- Caballero de Las Artes y las Letras de la República Francesa.
- Doctor Honoris Causa por la Universidad de Toulon, Francia.
- Doctor Honoris Causa por la Universidad de Urbino, Italia.